# Kalašské náboženství

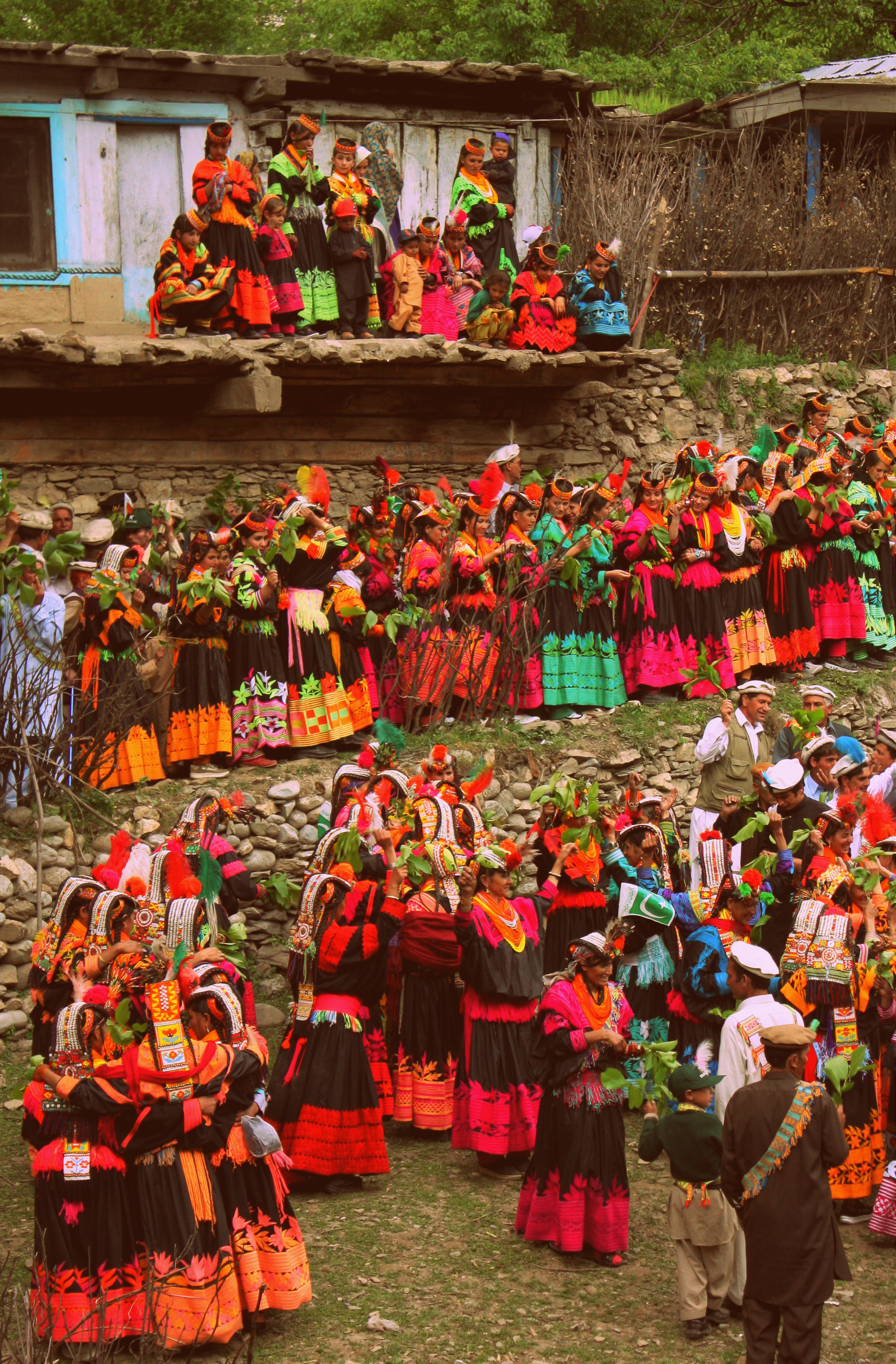
Kalašové během slavnosti Joši

Kalašské náboženství je souborem věrských představ a praktik pákistánského etnika Kalašů, obývajícího několik údolí v bývalém knížectví Čitrál. Zahrnuje velké množství božstev, bohatou mytologii, kult prováděný pod širým nebem a řadu slavností. Kalašové s populací zhruba tří tisíc v roce 2023 představují nejmenší náboženskou menšinu v Pákistánu a jejich počet se stále zmenšuje. Ačkoliv pákistánská vláda považuje tuto situaci za „smutnou“, děje se málo i jen na zastavení tohoto procesu. Kalašové tak ztrácí svoji etnickou i náboženskou identitu v důsledku kombinace chudoby, společenského tlaku na přizpůsobení se většinové populaci a někdy i nucené konverze na islám. Kromě toho jsou také ohrožováni islamistickými skupinami. V roce 2014 vydala islamistická skupina Pákistánský Tálibán video, v kterém hrozila Kalašům útokem, pokud nepřestoupí na islám. V témže roce byla tato organizace přinucena vládními jednotkami opustit Dolní Čitrál, ale její aktivity opět narostly po pádu afghánského Kábulu do rukou Tálibánu v roce 2021. V roce 2023 obnovila útoky na toto území.
Kalašské náboženství bývá považováno za poslední přežívající formu tradičního náboženství Núristánu, jehož obyvatelé byli v roce 1895 nuceni přestoupit na islám. Údolí, která Kalašové obývají, ale leží mimo afghánský Núristán a kalaština nepatří mezi núristánské jazyky, ale indoárijské. Přesto lze nalézt mnoho shod mezi náboženstvími obou populací, snad z důvodu silného núristánského vlivu na Kalaše.
Kalašské a núristánské náboženství také sdílí či sdílelo některé rysy s náboženstvími dalších obyvatel Hindúkuše, Pamíru a Himálaje: instituci šamanů užívajících bubnů a entheogenů, kozí oběť zahrnující kropení účastníků krví a víra v horské víly.

## Mytologie
Mezi kalašská božstva náleží:
- Dezau, stvořitel a vládce podsvětí i nebes, který přemohl draka a z bláta stvořil lidstvo
- Dezalik, bohyně porodu, Dezauova manželka
- Indr, neboli Varendr, hromovládce
- Mahandeu, bůh války
- Balumain, kulturní hrdina který naučil Kalaše slavit Čaumos
- Jestak, bohyně krbu, ochránkyně dětí
- Sorizan a Gošidai, ochránci stád

Kromě bohů je znám také démonický Jestan, protivník Indra, který se zjevuje v podobě psa. Horské víly, označovaném perským výrazem peri, Kalašové dělí na dobrotivé ženské suči, které pomáhají  lovem i přemožením nepřátel, a na jejich partnery, mužské varóti, kteří jsou vůči lidem spíše agresivní. Jejich oblíbeným sídlem je především Tirič Mír, nejvyšší hora Hindúkuše. Vílám se podobají jač, obdoba indických jakšíní, ženští duchové půdy střežící různá místa.

## Obřady
Kalašové kdysi měli kněze, ale na počátku 21. století mezi nimi lze nalézt pouze šamany a kněžskou funkci částečně převzali nedospělí chlapci, chápání jako rituálně čistí. Během obřadů jsou bohové chápáni jako dočasní návštěvníci a svatyně, mimo těch umístěných v ženských domech, jsou pod širým nebem. Sestávají ze stromu, typicky jalovce, dubu či cedru, a dřevěné desky či kamenného oltáře. Obětují se koně, kozy, krávy a ovce, a jako obřadní nápoj je požíváno víno.
Rok dělí Kalašové na dvě poloviny, jedna zahrnuje jaro a léto, druhá podzim a zimu. Nejvýznamnějším svátkem je Čaumos, který je slaven dva týdny před zimním slunovratem, a svázaný s mýtem o stvoření světa. Lidé jsou o něm navštěvováni bohem Balumainem a rituálně se očišťují. Oheň se rozdělává třením dřev, podobně jako evropský živý oheň, a srdce obětované kozy je v něm spáleno. Muži si během Čaumosu oblékají ženské šaty, zatímco ženy mužské, a muži se dělí na dvě skupiny, jednu čistou a nečistou, přičemž každá zpívá jiné písně. Balumain během oslav daruje své požehnání sedmi chlapcům, kteří ho předají „čistým mužům“, kteří se následně musí bránit útoku „nečistých“. K dalším svátkům patří oslava počátku jara zvaná Joši a Učaw, slavený na konci srpna aby byla zajištěna dobrá sklizeň.